# Sulzberg (Vorarlberg)
Pour les articles homonymes, voir Sulzberg.
Sulzberg est une commune autrichienne du district de Brégence dans le Vorarlberg.